# Эльпидифор-415
«Эльпидифо́р № 415» (с 1920 года — КЛ № 7) — советская канонерская лодка типа «Эльпидифор» (закладывалась как минный тральщик), принимавшая участие в Гражданской войне, и погибшая в бою с иностранными военными интервентами.

## История

### Постройка
9 (22) декабря 1916 года на заводе «Руссуд» (город Николаев) был заложен киль будущего корабля, а 13 (26) сентября 1917 года корабль был спущен на воду. Постройка судна со строительным номером С-85 («Строение № 85») затянулось в связи с революционными событиями 1917 года, и только 28 июля 1920 года «Эльпидифор № 415» заступил на службу в качестве канонерской лодки КЛ № 7, но уже под красным флагом.
Приказом командующего морскими силами Юго-Западного фронта № 391 от 10 июня 1920 года командиром «Эльпидифора № 415» был назначен военмор Андреус. Вторую половину 1920 года корабль использовался для переброски маршевых пополнений Красной армии и боевого траления неизвестных акваторий.

### Бой 9 января 1921 года
На 1921 год Грузинская демократическая республика оставалась единственным некоммунистическим образованием в Закавказье. РСФСР готовила операцию по советизации Грузии (началась в феврале 1921 года). Силы Антанты осуществляли поддержку Грузии с помощью эскадры контр-адмирала Шарля Дюмениля, базировавшейся на Константинополь. Её лёгкие силы по приказу командующего французскими ВМС в Восточном Средиземноморье вице-адмирала Фердинанда Жан-Жака де Бона патрулировали побережье Кавказа.
После постановки минных заграждений в районе Ак-Мечети, 9 января 1921 года КЛ № 7, приняв в Новороссийске на борт 2 торпедных катера фирмы «Торникрофт» — «Бедовый» и «Буйный» — следуя далее в Севастополь, в районе Анапы была атакована отрядом кораблей французского флота в составе двух эсминцев «Сакалав» и «Сенегалэ» (фр. Sakalave и Sénégalais соответственно, оба типа «Араб» японской постройки), в ордере с которыми следовал ещё один корабль — по российским источникам, третьим был либо транспорт, либо авизо, либо эсминец, который возможно в бою не участвовал; по французским источникам, третьим было авизо «Туль» (фр. Toul) типа «Аррас» (также известен как тип «Амьен»).
Командир канонерской лодки Г. А. Бутаков (одновременно являясь командиром дивизиона катеров-истребителей МСЧиАМ) принял решение выбросить корабль на берег в районе Анапы, где «эльпидифор» смог бы найти защиту батарей береговой артиллерии. По некоторым источникам, потери среди экипажа составили 12 человек убитыми и много раненых (в том числе и командир корабля); при этом оба торпедных катера были также потеряны вместе с кораблём. По словам одного из моряков из машинного отделения, «в бою у нас было убито и ранено около 70 человек». Через некоторое время выжившие члены экипажа были переправлены в Севастополь.

По донесению председателя исполкома Анапского городского волостного Совета рабочих, крестьянских, казачьих и красноармейских депутатов от 10 января 1921 года: 
В окружной Новороссийский исполком. Анапский горисполком доводит до сведения Новороссийского окружного исполкома, что 9-го сего января в первом часу дня в районе Анапа — Сукко два неприятельских миноносца и одно траллерное судно обстреляли из орудий наше судно «Эльпидифор», на котором находилось до 300 товарищей матросов. В результате этого обстрела на нём оказались 5 убитых, 27 раненых, 3 контуженных и 3 отравленных удушливыми газами. Все пострадавшие размещены в лазаретах и больницах г. Анапы, где им оказана медицинская помощь.

## Современное состояние
В официальных документах значится, что ввиду невозможности восстановления «Эльпидифор № 415» был разобран на металлолом в 1922 году. Но, как выяснилось позже, это сообщение нуждается в поправке, ибо на месте гибели корабля сохранилось, по меньшей мере, 20—30 % его днищевого набора.
Подводные исследования в районе Высокого берега (г. Анапа) показали наличие многих фрагментов корпуса корабля, сконструированного в начале XX века. Аквалангистами было найдено: несколько секций днища, мачта, гребной винт, часть валопровода и другие мелкие механизмы и приспособления.
Анализ описания места боя 9 января 1921 года даёт 100%-уверенность в том, что найденные обломки принадлежат именно «Эльпидифору № 415».